# Ensemble (coalizione)
Ensemble pour la République (Insieme per la Repubblica), o più sinteticamente Ensemble, è una coalizione politica francese. Fondata nel novembre 2021 come Ensemble citoyens al fine di raggruppare i partiti della maggioranza presidenziale di Emmanuel Macron in vista delle elezioni legislative del giugno successivo, ha successivamente mutato nome in Ensemble pour la majorité présidentielle in seguito alla vittoria di Macron alle presidenziali di aprile. In occasione delle legislative del 2024 ha assunto l'attuale denominazione.

## Composizione
La coalizione si compone di otto partiti:
| Partito                                     | Leader             | Collocazione          | Ideologia principale      |
| ------------------------------------------- | ------------------ | --------------------- | ------------------------- |
| Renaissance                                 | Stéphane Séjourné  | Centro                | Liberalismo               |
| Movimento Democratico                       | François Bayrou    | Centro/ Centro-destra | Cristianesimo democratico |
| Horizons                                    | Édouard Philippe   | Centro-destra         | Conservatorismo liberale  |
| Unione dei Democratici e degli Indipendenti | Hervé Marseille    | Centro/ Centro-destra | Liberalismo               |
| Partito Radicale                            | Laurent Hénart     | Centro                | Liberalismo               |
| En Commun                                   | Philippe Hardouin  | Centro-sinistra       | Liberalismo verde         |
| Federazione Progressista                    | François Rebsamen  | Centro-sinistra       | Socialdemocrazia          |
| Rifondazione Repubblicana                   | Jean-Yves Autexier | Centro-sinistra       | Gollismo                  |

## Simbologia

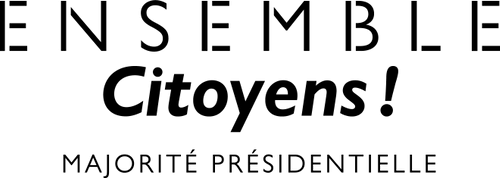
2021
Logo utilizzato in occasione delle elezioni legislative del 2022
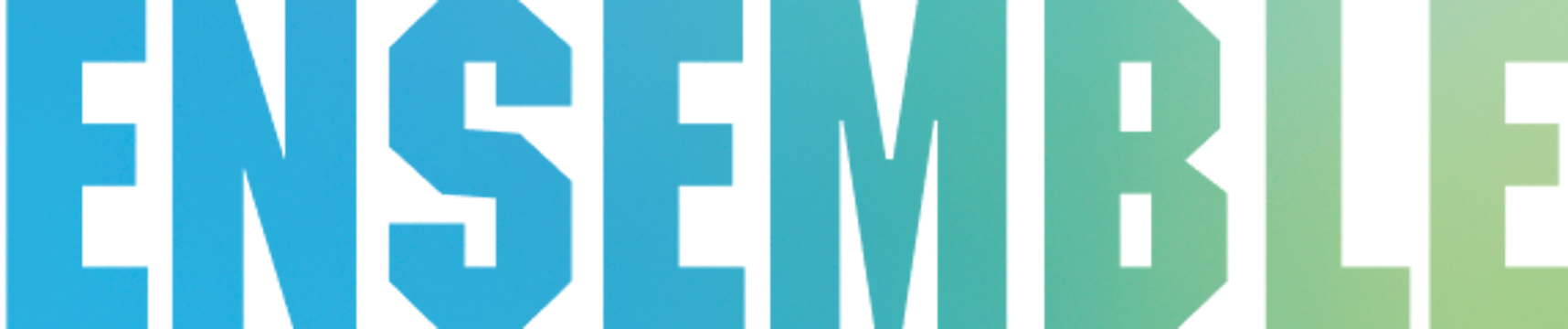
2024

## Risultati elettorali

### Elezioni legislative
| Anno | 1º Turno  | 1º Turno | 2º Turno  | 2º Turno | Seggi     | Status  |
| Anno | Voti      | %        | Voti      | %        | Seggi     | Status  |
| ---- | --------- | -------- | --------- | -------- | --------- | ------- |
| 2022 | 5 857 364 | 25,71    | 8 002 419 | 38,57    | 245 / 577 | Governo |
| 2024 | 6 425 707 | 20,04    | 6 313 808 | 23,14    | 150 / 577 | Governo |

### Elezioni europee
| Anno | Voti      | %      | Seggi   |
| ---- | --------- | ------ | ------- |
| 2024 | 3 589 114 | 14.56% | 13 / 81 |